# Ален Сакић
Ален Сакић (Београд, 23. август 1989) српски је репер. Син је певача Синана Сакића.

## Биографија
Рођен је 23. августа 1989. муслиманској породици у Београду. Син је певача Синана Сакића и Сабине Сакић. Одрастао је и завршио школу на Дорћолу. Има старију сестру Ђулкицу, док из претходног брака свог оца има полубраћу Рашида и Меду, а из мајчиног Ернеста и Елвиса. Музиком се почео бавити у младости. У почетку је био ди-џеј, а са 14 година почео писати текстове и стварати музику у свом кућном студију.
Професионалну музичку каријеру започео је 2017. када је издао своју прву песму Живот да стане не сме коју је радио заједно са Растом. После овога је наставио сарадњу са Растом и придружио се његовом Balkaton Gang. У децембру 2020. издао је дебитантски студијски албум Моментум.
Са шест година задобио је опекотине тешке опекотине на лицу због којих је прошао дуг процес лечења. Због опекотина, отац га је водио у Индију на лечење, али су оне и даље видљиве. Године 2015. доживео је саобраћајну несрећу, где је бандера пала на његов аутомобил. Године 2019. оженио се Сандром с којом има близанце.

## Дискографија
Студијски албуми
- Моментум (2020)